# Fritz Konrad Ernst Zumpt
Fritz Konrad Ernst Zumpt (1908 – 1985) fue un entomólogo alemán que desarrolló su carrera en África.
Durante la Segunda Guerra Mundial, trabajó como científico en el servicio de salud pública. Desde septiembre de 1942 se dirigió al Departamento de Entomología Médica en el Instituto Tropical de Hamburgo y condujo a una extensa base de datos de fichas, reimpresiones y muestras. El 31 de julio de 1945, fue despedido. Como parte del proceso de desnazificación fue clasificado en un recurso de 1948, como no comprometido. Ese mismo año se trasladó con su esposa Gertrud, a Parkhurst, un suburbio de Johannesburgo, Sudáfrica, donde trabajó en el Instituto de Investigación Médica. En 1975 fue habilititiert en el profesorado de la Universidad de Witwatersrand. Fritz y Gertrud Zumpt tuvieron dos hijos.

## Carrera científica
Sus obras de más relevancia tratan sobre la Diptera y las asociaciones entre insectos y mamíferos africanos. También tuvo gran importancia su estudio sobre la miasis.

## Obra
- Descripción de tres nuevas especies de Sarcophagidae de la región  etíope (Diptera: Calliphoridae).  Proc. R. Ent. Soc. Lond.  19: 80-84(1950)

- Comentarios sobre la clasificación de Sarcophagidae etíope con descripciones de nuevos géneros y especies. Proc. R. Ent. Soc. Lond.  21: 1-18 (1952).

- New Sarcophaga from the Ethiopian Region (Diptera: Calliphoridae). J. Entomol. Soc. S. Afr. 14: 171-99. (1951).

- Calliphorinae. Fliegen Palaearkt. Reg. 64i, 140 p. (1956)

- Calliphoridae (Diptera Cyclorrhapha)Calliphorini and Chrysomyiini. Exploration du Parc National Albert, Mission G.F. de Witte (1933-1935)(1956).

- Insekten als Krankheitserreger und Krankheitsüberträger. Kosmos Verlag. Stuttgart. (1956).

- What is Sarcophaga binodosa Curran?  Proc. R. Ent. Soc. Lond. 31: 151-154(1962).

- Myiasis in man and animals in the Old World Londres: Butterworth (1965).

- Two new species of Sacrophagidae (diptera) from the Madagascan region.  Bull. Ann. Soc. R. Ent. Belg. 105: 74-78(1969).

- Phumosia colei n.sp. (Diptera: Sarcophagidae) from Ghana.  Novos taxa entomologicos. Suppl. Revista de Entomologia de Mocambique 75 (1970).

- Phumosia spangleri, a new species from Uganda and re-description of Phumosia lesnei (Seguy) from Mozambique (Diptera: Sarcophagidae: Calliphoridae). Novos taxa entomologicos. Suppl. Revista de Entomologia de Mocambique 81 (1970).

- With Baurisbhene, E.   Notes on the genus Phumosia Robineau-Desvoidy in the Ethiopian geographical region, with description of a new species. (Diptera: Sarcophagidae: Calliphoridae). Bull. Ann. Soc. R. Ent. Belg.  108: 262-271 (1970).